# Varis Brasla
Varis Brasla (Riga, RSS de Letònia, 25 d'abril de 1939) és un director de cinema letó. El 16 de novembre de 2009, va anar condecorat amb l'Orde de les Tres Estrelles de Letònia.
Des de 1965 va treballar amb la productora letona Rīgas Kinostudija. Algunes de les seves pel·lícules, incloent Emīla nedarbi i Ūdensbumba resnajam runcim van ser guardonades amb el Lielais Kristaps-Premi Nacional de Cinema de Letònia- com la millor pel·lícula de l'any.

## Selecció de filmografia
- 1976: Ezera sonāte
- 1978:	Pavasara ceļazīmes
- 1980:	Novēli man lidojumam nelabvēlīgu laiku
- 1982:	Tereona galva
- 1983:	Parāds mīlestībā
- 1985:	Emīla nedarbi
- 1987:	Aija
- 1988:	Par mīlestību pašreiz nerunāsim
- 1991:	Mērnieku laiki
- 1996:	Ziemassvētku jampadracis
- 1996: Kā tev klājas, Eidi?
- 2004: Ūdensbumba resnajam runcim